# Cupa EHF Feminin 2018-2019 - faza grupelor
Acest articol descrie faza grupelor din Cupa EHF Feminin 2018-2019.

## Distribuția în urnele valorice
Următoarele echipe s-au calificat în această fază a competiției:
| Echipă            | Echipă                   |
| ----------------- | ------------------------ |
| Viborg HK         | ESF Besançon             |
| Kuban Krasnodar   | Herning-Ikast Håndbold   |
| Team Esbjerg      | Storhamar Håndball Elite |
| Siófok KC         | BM Bera Bera             |
| TusSies Metzingen | Nykøbing Falster         |
| SCM Craiova       | CS Măgura Cisnădie       |

| Echipă        | Loc                |
| ------------- | ------------------ |
| Larvik HK     | Locul 4 în Grupa A |
| IK Sävehof    | Locul 4 în Grupa B |
| RK Podravka   | Locul 4 în Grupa C |
| SG Bietigheim | Locul 4 în Grupa D |

Cele 16 echipe calificate în faza grupelor au fost distribuite în 4 urne valorice. Tragerea la sorți a grupelor a avut loc pe 22 noiembrie 2018, la Viena, de la ora locală 11:00. Conform regulamentului EHF, echipele provenind din aceeași țară au fost protejate, astfel încât în urma tragerii la sorți să nu fie extrase în aceeași grupă.
| Urna 1                                                 | Urna a 2-a                                              | Urna a 3-a                                                    | Urna a 4-a                                                                   |
| ------------------------------------------------------ | ------------------------------------------------------- | ------------------------------------------------------------- | ---------------------------------------------------------------------------- |
| - Larvik HK - IK Sävehof - RK Podravka - SG Bietigheim | - Team Esbjerg - ESF Besançon - Siófok KC - SCM Craiova | - Viborg HK - BM Bera Bera - TusSies Metzingen - Storhamar HE | - Herning-Ikast HB - Nykøbing Falster - CS Măgura Cisnădie - Kuban Krasnodar |

Tragerea la sorți a fazei grupelor a fost transmisă în direct pe pagina de Facebook, pe canalul YouTube al EHF și printr-un live ticker. În urma tragerii la sorți au rezultat următoarele grupe:

## Grupele
|  | Echipele calificate în sferturile de finală |
|  | Echipele eliminate                          |

### Grupa A
| Echipa             | M | V | E | Î | GM  | GP  | G   | Pct |
| ------------------ | - | - | - | - | --- | --- | --- | --- |
| Team Esbjerg       | 6 | 5 | 1 | 0 | 186 | 139 | +47 | 11  |
| Storhamar HE       | 6 | 3 | 1 | 2 | 156 | 150 | +6  | 7   |
| SG Bietigheim      | 6 | 3 | 0 | 3 | 173 | 151 | +22 | 6   |
| CS Măgura Cisnădie | 6 | 0 | 0 | 6 | 115 | 190 | −75 | 0   |

| 5 ianuarie 2019 19:00 | SG BBM Bietigheim      | 28 – 25 | Storhamar HE | Sporthalle Am Viadukt, Bietigheim-Bissingen Asistență: 971 Arbitri: Rodríguez, Rosendo |
| 5 ianuarie 2019 19:00 | Kudłacz-Gloc, Woller 7 | (15–12) | Riegelhuth 8 | Sporthalle Am Viadukt, Bietigheim-Bissingen Asistență: 971 Arbitri: Rodríguez, Rosendo |
| 5 ianuarie 2019 19:00 | 1× 2×                  | Cronică | 4× 3×        | Sporthalle Am Viadukt, Bietigheim-Bissingen Asistență: 971 Arbitri: Rodríguez, Rosendo |

| 6 ianuarie 2019 12:30 | Team Esbjerg        | 41 – 18 | CS Măgura Cisnădie | Blue Water Dokken, Esbjerg Asistență: 1.312 Arbitri: Buțkevici, Buțkevici |
| 6 ianuarie 2019 12:30 | Liščević, Nielsen 6 | (21–8)  | Moldovan 7         | Blue Water Dokken, Esbjerg Asistență: 1.312 Arbitri: Buțkevici, Buțkevici |
| 6 ianuarie 2019 12:30 | 2×                  | Cronică | 4× 3×              | Blue Water Dokken, Esbjerg Asistență: 1.312 Arbitri: Buțkevici, Buțkevici |

| 13 ianuarie 2019 15:00 | Storhamar HE | 28 – 28 | Team Esbjerg | Boligpartner Arena, Hamar Asistență: 1.196 Arbitri: Ilieva, Karbeska |
| 13 ianuarie 2019 15:00 | Løke 10      | (14–15) | Polman 6     | Boligpartner Arena, Hamar Asistență: 1.196 Arbitri: Ilieva, Karbeska |
| 13 ianuarie 2019 15:00 | 2× 3×        | Cronică | 2× 3×        | Boligpartner Arena, Hamar Asistență: 1.196 Arbitri: Ilieva, Karbeska |

| 13 ianuarie 2019 17:30 | CS Măgura Cisnădie | 20 – 34 | SG BBM Bietigheim | Sala Polivalentă, Cisnădie Asistență: 1.000 Arbitri: Jaškins, Žabko |
| 13 ianuarie 2019 17:30 | Boljević 10        | (13–16) | Malestein 8       | Sala Polivalentă, Cisnădie Asistență: 1.000 Arbitri: Jaškins, Žabko |
| 13 ianuarie 2019 17:30 | 1× 2×              | Cronică | 6× 2×             | Sala Polivalentă, Cisnădie Asistență: 1.000 Arbitri: Jaškins, Žabko |

| 19 ianuarie 2019 13:00 | Team Esbjerg | 28 – 27 | SG BBM Bietigheim | Blue Water Dokken, Esbjerg Asistență: 1.320 Arbitri: Bounouara, Sami |
| 19 ianuarie 2019 13:00 | Polman 9     | (15–11) | Malestein 8       | Blue Water Dokken, Esbjerg Asistență: 1.320 Arbitri: Bounouara, Sami |
| 19 ianuarie 2019 13:00 | 6× 1×        | Cronică | 6× 3×             | Blue Water Dokken, Esbjerg Asistență: 1.320 Arbitri: Bounouara, Sami |

| 19 ianuarie 2019 18:00 | CS Măgura Cisnădie | 18 – 26 | Storhamar HE | Sala Polivalentă, Cisnădie Asistență: 1.050 Arbitri: Jović, Arnautović |
| 19 ianuarie 2019 18:00 | Moldovan 6         | (7–10)  | Løke 6       | Sala Polivalentă, Cisnădie Asistență: 1.050 Arbitri: Jović, Arnautović |
| 19 ianuarie 2019 18:00 | 3× 2×              | Cronică | 2× 3×        | Sala Polivalentă, Cisnădie Asistență: 1.050 Arbitri: Jović, Arnautović |

| 26 ianuarie 2019 18:00 | Storhamar HE     | 28 – 23 | CS Măgura Cisnădie   | Boligpartner Arena, Hamar Asistență: 905 Arbitri: Merisi, Roșca |
| 26 ianuarie 2019 18:00 | trei jucătoare 5 | (11–8)  | Boljević, Moldovan 8 | Boligpartner Arena, Hamar Asistență: 905 Arbitri: Merisi, Roșca |
| 26 ianuarie 2019 18:00 | 2×               | Cronică | 3× 2×                | Boligpartner Arena, Hamar Asistență: 905 Arbitri: Merisi, Roșca |

| 27 ianuarie 2019 16:00 | SG BBM Bietigheim | 27 – 32 | Team Esbjerg | MHP Arena, Ludwigsburg Asistență: 1.096 Arbitri: Mitrović, Vešović |
| 27 ianuarie 2019 16:00 | Malestein 5       | (13–16) | Breistøl 6   | MHP Arena, Ludwigsburg Asistență: 1.096 Arbitri: Mitrović, Vešović |
| 27 ianuarie 2019 16:00 | 5× 3×             | Cronică | 3×           | MHP Arena, Ludwigsburg Asistență: 1.096 Arbitri: Mitrović, Vešović |

| 3 februarie 2019 11:30 | CS Măgura Cisnădie | 19 – 32 | Team Esbjerg | Sala Polivalentă, Cisnădie Asistență: 650 Arbitri: Chrzan, Janas |
| 3 februarie 2019 11:30 | Moldovan 9         | (10–15) | Solberg 7    | Sala Polivalentă, Cisnădie Asistență: 650 Arbitri: Chrzan, Janas |
| 3 februarie 2019 11:30 | 3× 1×              | Cronică | 2× 1×        | Sala Polivalentă, Cisnădie Asistență: 650 Arbitri: Chrzan, Janas |

| 3 februarie 2019 15:00 | Storhamar HE | 29 – 28 | SG BBM Bietigheim | Boligpartner Arena, Hamar Asistență: 1.200 Arbitri: Erșov, Pavliukov |
| 3 februarie 2019 15:00 | Riegelhuth 9 | (12–16) | Woller 7          | Boligpartner Arena, Hamar Asistență: 1.200 Arbitri: Erșov, Pavliukov |
| 3 februarie 2019 15:00 | 2×           | Cronică | 1× 3×             | Boligpartner Arena, Hamar Asistență: 1.200 Arbitri: Erșov, Pavliukov |

| 9 februarie 2019 13:00 | Team Esbjerg | 25 – 20 | Storhamar HE | Blue Water Dokken, Esbjerg Asistență: 1.523 Arbitri: Grigalionis, Šniurevičius |
| 9 februarie 2019 13:00 | Polman 8     | (11–10) | Riegelhuth 8 | Blue Water Dokken, Esbjerg Asistență: 1.523 Arbitri: Grigalionis, Šniurevičius |
| 9 februarie 2019 13:00 | 2×           | Cronică | 4× 1×        | Blue Water Dokken, Esbjerg Asistență: 1.523 Arbitri: Grigalionis, Šniurevičius |

| 10 februarie 2019 17:00 | SG BBM Bietigheim | 29 – 17 | CS Măgura Cisnădie | MHP Arena, Ludwigsburg Asistență: 1.289 Arbitri: Geraets, Geraets |
| 10 februarie 2019 17:00 | Malestein 6       | (18–9)  | Gatzel 8           | MHP Arena, Ludwigsburg Asistență: 1.289 Arbitri: Geraets, Geraets |
| 10 februarie 2019 17:00 | 3×                | Cronică | 2×                 | MHP Arena, Ludwigsburg Asistență: 1.289 Arbitri: Geraets, Geraets |

### Grupa B
| Echipa            | M | V | E | Î | GM  | GP  | G   | Pct |
| ----------------- | - | - | - | - | --- | --- | --- | --- |
| Siófok KC         | 6 | 6 | 0 | 0 | 188 | 139 | +49 | 12  |
| Herning-Ikast HB  | 6 | 4 | 0 | 2 | 164 | 157 | +7  | 8   |
| TusSies Metzingen | 6 | 2 | 0 | 4 | 162 | 173 | −11 | 4   |
| IK Sävehof        | 6 | 0 | 0 | 6 | 139 | 184 | −45 | 0   |

| 5 ianuarie 2019 18:00 | Siófok KC  | 25 – 21 | Herning-Ikast HB | Kiss Szilárd Sportcsarnok, Siófok Asistență: 1.185 Arbitri: Vitaku, Vitaku |
| 5 ianuarie 2019 18:00 | Kobetić 11 | (14–11) | Friis 6          | Kiss Szilárd Sportcsarnok, Siófok Asistență: 1.185 Arbitri: Vitaku, Vitaku |
| 5 ianuarie 2019 18:00 | 2× 3×      | Cronică | 3×               | Kiss Szilárd Sportcsarnok, Siófok Asistență: 1.185 Arbitri: Vitaku, Vitaku |

| 6 ianuarie 2019 19:00 | IK Sävehof            | 27 – 29 | TusSies Metzingen | Partille Arena, Partille Asistență: 534 Arbitri: Lidacka, Lesiak |
| 6 ianuarie 2019 19:00 | Forsberg, Mellegård 5 | (13–16) | Minevskaja 7      | Partille Arena, Partille Asistență: 534 Arbitri: Lidacka, Lesiak |
| 6 ianuarie 2019 19:00 | 5× 3×                 | Cronică | 3× 2×             | Partille Arena, Partille Asistență: 534 Arbitri: Lidacka, Lesiak |

| 12 ianuarie 2019 20:00 | TusSies Metzingen | 26 – 33 | Siófok KC  | Öschhalle, Metzingen Asistență: 1.050 Arbitri: Ben-Dan, Faran |
| 12 ianuarie 2019 20:00 | Kobylińska 7      | (13–17) | Kobetić 13 | Öschhalle, Metzingen Asistență: 1.050 Arbitri: Ben-Dan, Faran |
| 12 ianuarie 2019 20:00 | 3×                | Cronică | 3× 1×      | Öschhalle, Metzingen Asistență: 1.050 Arbitri: Ben-Dan, Faran |

| 13 ianuarie 2019 16:30 | Herning-Ikast HB | 29 – 22 | IK Sävehof            | IBF Arena, Ikast Asistență: 818 Arbitri: Hofer, Schmidhuber |
| 13 ianuarie 2019 16:30 | Fauske 10        | (15–9)  | Forsberg, Mellegård 4 | IBF Arena, Ikast Asistență: 818 Arbitri: Hofer, Schmidhuber |
| 13 ianuarie 2019 16:30 | 2× 1×            | Cronică | 2×                    | IBF Arena, Ikast Asistență: 818 Arbitri: Hofer, Schmidhuber |

| 19 ianuarie 2019 18:00 | Siófok KC        | 34 – 21 | IK Sävehof       | Kiss Szilárd Sportcsarnok, Siófok Asistență: 1.500 Arbitri: Duplîi, Pobedrina |
| 19 ianuarie 2019 18:00 | Aoustin, Böhme 7 | (19–11) | Ekenman-Fernis 7 | Kiss Szilárd Sportcsarnok, Siófok Asistență: 1.500 Arbitri: Duplîi, Pobedrina |
| 19 ianuarie 2019 18:00 | 1×               | Cronică | 3× 2×            | Kiss Szilárd Sportcsarnok, Siófok Asistență: 1.500 Arbitri: Duplîi, Pobedrina |

| 20 ianuarie 2019 16:00 | Herning-Ikast HB | 31 – 28 | TusSies Metzingen | IBF Arena, Ikast Asistență: 1.322 Arbitri: Braseth, Sundet |
| 20 ianuarie 2019 16:00 | Fauske 11        | (14–15) | Kobylińska 9      | IBF Arena, Ikast Asistență: 1.322 Arbitri: Braseth, Sundet |
| 20 ianuarie 2019 16:00 | 4× 2×            | Cronică | 2×                | IBF Arena, Ikast Asistență: 1.322 Arbitri: Braseth, Sundet |

| 26 ianuarie 2019 15:30 | IK Sävehof | 24 – 30 | Siófok KC  | Partille Arena, Partille Asistență: 348 Arbitri: Beqiri, Krasniqi |
| 26 ianuarie 2019 15:30 | Lundbäck 6 | (13–14) | Kobetić 10 | Partille Arena, Partille Asistență: 348 Arbitri: Beqiri, Krasniqi |
| 26 ianuarie 2019 15:30 | 1× 3×      | Cronică | 3×         | Partille Arena, Partille Asistență: 348 Arbitri: Beqiri, Krasniqi |

| 26 ianuarie 2019 20:00 | TusSies Metzingen | 25 – 28 | Herning-Ikast HB | Öschhalle, Metzingen Asistență: 800 Arbitri: Şimşek, Hatipoğlu |
| 26 ianuarie 2019 20:00 | Minevskaja 5      | (10–16) | Løseth 9         | Öschhalle, Metzingen Asistență: 800 Arbitri: Şimşek, Hatipoğlu |
| 26 ianuarie 2019 20:00 | 2× 3×             | Cronică | 5× 4×            | Öschhalle, Metzingen Asistență: 800 Arbitri: Şimşek, Hatipoğlu |

| 2 februarie 2019 20:00 | TusSies Metzingen | 29 – 22 | IK Sävehof       | Öschhalle, Metzingen Asistență: 900 Arbitri: Lončar, Lončar |
| 2 februarie 2019 20:00 | Minevskaja 10     | (18–10) | Ekenman-Fernis 6 | Öschhalle, Metzingen Asistență: 900 Arbitri: Lončar, Lončar |
| 2 februarie 2019 20:00 | 3× 2×             | Cronică | 4× 2×            | Öschhalle, Metzingen Asistență: 900 Arbitri: Lončar, Lončar |

| 3 februarie 2019 14:00 | Herning-Ikast HB | 22 – 34 | Siófok KC   | IBF Arena, Ikast Asistență: 1.381 Arbitri: Pîrvu, Potîrniche |
| 3 februarie 2019 14:00 | Fauske 7         | (8–20)  | Nze Minko 8 | IBF Arena, Ikast Asistență: 1.381 Arbitri: Pîrvu, Potîrniche |
| 3 februarie 2019 14:00 | 3×               | Cronică | 5× 3×       | IBF Arena, Ikast Asistență: 1.381 Arbitri: Pîrvu, Potîrniche |

| 10 februarie 2019 15:00 | Siófok KC         | 32 – 25 | TusSies Metzingen        | Kiss Szilárd Sportcsarnok, Siófok Asistență: 1.150 Arbitri: Ilieva, Karbeska |
| 10 februarie 2019 15:00 | Böhme, González 7 | (13–11) | Kobylińska, Vollebregt 6 | Kiss Szilárd Sportcsarnok, Siófok Asistență: 1.150 Arbitri: Ilieva, Karbeska |
| 10 februarie 2019 15:00 | 1× 3×             | Cronică | 1× 3×                    | Kiss Szilárd Sportcsarnok, Siófok Asistență: 1.150 Arbitri: Ilieva, Karbeska |

| 10 februarie 2019 15:00 | IK Sävehof | 23 – 33 | Herning-Ikast HB | Partille Arena, Partille Asistență: 342 Arbitri: Freitas, Carvalho |
| 10 februarie 2019 15:00 | Olsson 6   | (12–17) | Fauske 12        | Partille Arena, Partille Asistență: 342 Arbitri: Freitas, Carvalho |
| 10 februarie 2019 15:00 | 5× 2×      | Cronică | 3× 2×            | Partille Arena, Partille Asistență: 342 Arbitri: Freitas, Carvalho |

### Grupa C
| Echipa          | M | V | E | Î | GM  | GP  | G   | Pct |
| --------------- | - | - | - | - | --- | --- | --- | --- |
| Viborg HK       | 6 | 6 | 0 | 0 | 178 | 155 | +23 | 12  |
| Kuban Krasnodar | 6 | 2 | 1 | 3 | 161 | 158 | +3  | 5   |
| ESF Besançon    | 6 | 2 | 0 | 4 | 162 | 172 | −10 | 4   |
| Larvik HK       | 6 | 1 | 1 | 4 | 154 | 170 | −16 | 3   |

| 4 ianuarie 2019 18:30 | Larvik HK     | 28 – 31 | Viborg HK  | Boligmappa Arena Larvik, Larvik Asistență: 628 Arbitri: Pétursson, Þrastarson |
| 4 ianuarie 2019 18:30 | Christensen 8 | (13–21) | Haugsted 8 | Boligmappa Arena Larvik, Larvik Asistență: 628 Arbitri: Pétursson, Þrastarson |
| 4 ianuarie 2019 18:30 | 3× 1×         | Cronică | 4× 3×      | Boligmappa Arena Larvik, Larvik Asistență: 628 Arbitri: Pétursson, Þrastarson |

| 5 ianuarie 2019 20:00 | ESF Besançon | 23 – 26 | Kuban Krasnodar | Palais des sports Ghani Yalouz, Besançon Asistență: 3.300 Arbitri: Florescu, Stoia |
| 5 ianuarie 2019 20:00 | Lévêque 6    | (12–14) | Golub 8         | Palais des sports Ghani Yalouz, Besançon Asistență: 3.300 Arbitri: Florescu, Stoia |
| 5 ianuarie 2019 20:00 | 2× 3×        | Cronică | 7× 3× 1×        | Palais des sports Ghani Yalouz, Besançon Asistență: 3.300 Arbitri: Florescu, Stoia |

| 12 ianuarie 2019 16:00 | Viborg HK | 35 – 26 | ESF Besançon | Vibocold Arena, Viborg Asistență: 631 Arbitri: Christidi, Papamattheou |
| 12 ianuarie 2019 16:00 | Hansen 7  | (15–10) | Burlet 4     | Vibocold Arena, Viborg Asistență: 631 Arbitri: Christidi, Papamattheou |
| 12 ianuarie 2019 16:00 | 2× 3×     | Cronică | 2×           | Vibocold Arena, Viborg Asistență: 631 Arbitri: Christidi, Papamattheou |

| 13 ianuarie 2019 16:00 | Kuban Krasnodar              | 32 – 26 | Larvik HK            | Palatul Sporturilor „Olimp”, Krasnodar Asistență: 2.200 Arbitri: Di Domenico, Fornasier |
| 13 ianuarie 2019 16:00 | Barkalova, Skorobogatcenko 8 | (14–16) | Möller, Rivas Toft 5 | Palatul Sporturilor „Olimp”, Krasnodar Asistență: 2.200 Arbitri: Di Domenico, Fornasier |
| 13 ianuarie 2019 16:00 | 2×                           | Cronică | 1× 3×                | Palatul Sporturilor „Olimp”, Krasnodar Asistență: 2.200 Arbitri: Di Domenico, Fornasier |

| 19 ianuarie 2019 16:00 | Kuban Krasnodar | 27 – 31 | Viborg HK             | Palatul Sporturilor „Olimp”, Krasnodar Asistență: 1.800 Arbitri: Metalari, Nikolovski |
| 19 ianuarie 2019 16:00 | Golub 7         | (14-14) | Jørgensen, Nørgaard 9 | Palatul Sporturilor „Olimp”, Krasnodar Asistență: 1.800 Arbitri: Metalari, Nikolovski |
| 19 ianuarie 2019 16:00 | 5× 1×           | Cronică | 7× 2×                 | Palatul Sporturilor „Olimp”, Krasnodar Asistență: 1.800 Arbitri: Metalari, Nikolovski |

| 20 ianuarie 2019 20:00 | ESF Besançon | 32 – 25 | Larvik HK     | Palais des sports Ghani Yalouz, Besançon Asistență: 2.800 Arbitri: Bíró, Kiss |
| 20 ianuarie 2019 20:00 | Bouquet 7    | (14–11) | Lund, Molid 5 | Palais des sports Ghani Yalouz, Besançon Asistență: 2.800 Arbitri: Bíró, Kiss |
| 20 ianuarie 2019 20:00 | 4× 2×        | Cronică | 5× 1×         | Palais des sports Ghani Yalouz, Besançon Asistență: 2.800 Arbitri: Bíró, Kiss |

| 26 ianuarie 2019 18:30 | Larvik HK     | 29 – 26 | ESF Besançon | Boligmappa Arena Larvik, Larvik Asistență: 395 Arbitri: Antić, Jakovljević |
| 26 ianuarie 2019 18:30 | Christensen 6 | (15–12) | Bouquet 6    | Boligmappa Arena Larvik, Larvik Asistență: 395 Arbitri: Antić, Jakovljević |
| 26 ianuarie 2019 18:30 | 6× 2×         | Cronică | 5× 2× 1×     | Boligmappa Arena Larvik, Larvik Asistență: 395 Arbitri: Antić, Jakovljević |

| 27 ianuarie 2019 16:00 | Viborg HK  | 26 – 25 | Kuban Krasnodar  | Vibocold Arena, Viborg Asistență: 1.051 Arbitri: Merz, Schilha |
| 27 ianuarie 2019 16:00 | Nørgaard 7 | (15–13) | Frolova, Golub 8 | Vibocold Arena, Viborg Asistență: 1.051 Arbitri: Merz, Schilha |
| 27 ianuarie 2019 16:00 | 1× 2×      | Cronică | 3× 2×            | Vibocold Arena, Viborg Asistență: 1.051 Arbitri: Merz, Schilha |

| 2 februarie 2019 16:00 | Viborg HK | 26 – 23 | Larvik HK | Vibocold Arena, Viborg Asistență: 1.054 Arbitri: Martins, Martins |
| 2 februarie 2019 16:00 | Högdahl 6 | (11–17) | Løken 5   | Vibocold Arena, Viborg Asistență: 1.054 Arbitri: Martins, Martins |
| 2 februarie 2019 16:00 | 3× 1×     | Cronică | 2×        | Vibocold Arena, Viborg Asistență: 1.054 Arbitri: Martins, Martins |

| 3 februarie 2019 16:00 | Kuban Krasnodar | 28 – 29 | ESF Besançon     | Palatul Sporturilor „Olimp”, Krasnodar Asistență: 1.800 Arbitri: Ben-Dan, Faran |
| 3 februarie 2019 16:00 | Golub 9         | (15–15) | trei jucătoare 5 | Palatul Sporturilor „Olimp”, Krasnodar Asistență: 1.800 Arbitri: Ben-Dan, Faran |
| 3 februarie 2019 16:00 | 7× 1×           | Cronică | 6× 3×            | Palatul Sporturilor „Olimp”, Krasnodar Asistență: 1.800 Arbitri: Ben-Dan, Faran |

| 9 februarie 2019 16:00 | Larvik HK | 23 – 23 | Kuban Krasnodar   | Boligmappa Arena Larvik, Larvik Asistență: 435 Arbitri: Žabko, Jaškins |
| 9 februarie 2019 16:00 | Andenæs 5 | (11–12) | Skorobogatcenko 7 | Boligmappa Arena Larvik, Larvik Asistență: 435 Arbitri: Žabko, Jaškins |
| 9 februarie 2019 16:00 | 5× 2×     | Cronică | 5× 2×             | Boligmappa Arena Larvik, Larvik Asistență: 435 Arbitri: Žabko, Jaškins |

| 10 februarie 2019 18:00 | ESF Besançon | 26 – 29 | Viborg HK            | Palais des sports Ghani Yalouz, Besançon Asistență: 3.300 Arbitri: Duplîi, Pobedrina |
| 10 februarie 2019 18:00 | Dupuis 8     | (14–14) | Haugsted, Nørgaard 7 | Palais des sports Ghani Yalouz, Besançon Asistență: 3.300 Arbitri: Duplîi, Pobedrina |
| 10 februarie 2019 18:00 | 3× 2×        | Cronică | 4× 3×                | Palais des sports Ghani Yalouz, Besançon Asistență: 3.300 Arbitri: Duplîi, Pobedrina |

### Grupa D
| Echipa           | M | V | E | Î | GM  | GP  | G   | Pct |
| ---------------- | - | - | - | - | --- | --- | --- | --- |
| RK Podravka      | 6 | 4 | 0 | 2 | 160 | 154 | +6  | 8   |
| Nykøbing Falster | 6 | 3 | 1 | 2 | 151 | 145 | +6  | 7   |
| SCM Craiova      | 6 | 2 | 1 | 3 | 126 | 136 | −10 | 5   |
| BM Bera Bera     | 6 | 2 | 0 | 4 | 170 | 172 | −2  | 4   |

| 5 ianuarie 2019 19:15 | SCM Craiova     | 18 – 12 | Nykøbing Falster   | Sala Polivalentă, Craiova Asistență: 4.000 Arbitri: Hájek, Macho |
| 5 ianuarie 2019 19:15 | Ianăși, Šerić 4 | (9–6)   | Nolsøe, Westberg 3 | Sala Polivalentă, Craiova Asistență: 4.000 Arbitri: Hájek, Macho |
| 5 ianuarie 2019 19:15 | 4× 3×           | Cronică | 1× 3×              | Sala Polivalentă, Craiova Asistență: 4.000 Arbitri: Hájek, Macho |

| 6 ianuarie 2019 18:00 | RK Podravka   | 32 – 29 | BM Bera Bera | Sportska dvorana „Fran Galović”, Koprivnica Asistență: 2.200 Arbitri: Doicinov, Gorețov |
| 6 ianuarie 2019 18:00 | Cighirinova 6 | (15–14) | Cardoso 8    | Sportska dvorana „Fran Galović”, Koprivnica Asistență: 2.200 Arbitri: Doicinov, Gorețov |
| 6 ianuarie 2019 18:00 | 5× 3×         | Cronică | 6× 1×        | Sportska dvorana „Fran Galović”, Koprivnica Asistență: 2.200 Arbitri: Doicinov, Gorețov |

| 12 ianuarie 2019 18:00 | BM Bera Bera | 32 – 21 | SCM Craiova | Pabellón Polideportivo Artaleku, Irun Asistență: 2.600 Arbitri: Lindenbaum, Laron |
| 12 ianuarie 2019 18:00 | Arderíus 7   | (18–10) | Vizitiu 7   | Pabellón Polideportivo Artaleku, Irun Asistență: 2.600 Arbitri: Lindenbaum, Laron |
| 12 ianuarie 2019 18:00 | 3×           | Cronică | 5× 1×       | Pabellón Polideportivo Artaleku, Irun Asistență: 2.600 Arbitri: Lindenbaum, Laron |

| 13 ianuarie 2019 18:00 | Nykøbing Falster | 24 – 28 | RK Podravka | Power Arena, Nykøbing Falster Asistență: 1.223 Arbitri: Vranes, Wenninger |
| 13 ianuarie 2019 18:00 | Wallén 10        | (10–13) | Debelić 8   | Power Arena, Nykøbing Falster Asistență: 1.223 Arbitri: Vranes, Wenninger |
| 13 ianuarie 2019 18:00 | 4× 2×            | Cronică | 5× 1×       | Power Arena, Nykøbing Falster Asistență: 1.223 Arbitri: Vranes, Wenninger |

| 18 ianuarie 2019 19:30 | SCM Craiova | 23 – 26 | RK Podravka | Sala Polivalentă, Craiova Asistență: 3.000 Arbitri: Smailagić, Smailagić |
| 18 ianuarie 2019 19:30 | Ianăși 6    | (10–10) | Debelić 7   | Sala Polivalentă, Craiova Asistență: 3.000 Arbitri: Smailagić, Smailagić |
| 18 ianuarie 2019 19:30 | 5× 3× 1×    | Cronică | 4× 2×       | Sala Polivalentă, Craiova Asistență: 3.000 Arbitri: Smailagić, Smailagić |

| 19 ianuarie 2019 15:00 | Nykøbing Falster | 31 – 26 | BM Bera Bera | Power Arena, Nykøbing Falster Asistență: 1.002 Arbitri: Backović, Palačković |
| 19 ianuarie 2019 15:00 | Housheer 10      | (13–15) | Karsten 7    | Power Arena, Nykøbing Falster Asistență: 1.002 Arbitri: Backović, Palačković |
| 19 ianuarie 2019 15:00 | 5× 3× 1×         | Cronică | 5× 3×        | Power Arena, Nykøbing Falster Asistență: 1.002 Arbitri: Backović, Palačković |

| 26 ianuarie 2019 14:30 | RK Podravka            | 23 – 18 | SCM Craiova          | Sportska dvorana „Fran Galović”, Koprivnica Asistență: 2.000 Arbitri: Novikov, Rojkov |
| 26 ianuarie 2019 14:30 | Cighirinova, Debelić 5 | (13–9)  | Ianăși, Trifunović 4 | Sportska dvorana „Fran Galović”, Koprivnica Asistență: 2.000 Arbitri: Novikov, Rojkov |
| 26 ianuarie 2019 14:30 | 5× 2× 1×               | Cronică | 3×                   | Sportska dvorana „Fran Galović”, Koprivnica Asistență: 2.000 Arbitri: Novikov, Rojkov |

| 26 ianuarie 2019 17:00 | BM Bera Bera | 28 – 36 | Nykøbing Falster | Polideportivo „José A. Gasca”, San Sebastián Asistență: 1.700 Arbitri: Bennani, Bennani |
| 26 ianuarie 2019 17:00 | Arderíus 6   | (17–20) | Lagerquist 11    | Polideportivo „José A. Gasca”, San Sebastián Asistență: 1.700 Arbitri: Bennani, Bennani |
| 26 ianuarie 2019 17:00 | 2× 1×        | Cronică | 3× 2×            | Polideportivo „José A. Gasca”, San Sebastián Asistență: 1.700 Arbitri: Bennani, Bennani |

| 3 februarie 2019 12:00 | BM Bera Bera | 32 – 26 | RK Podravka | Polideportivo „José A. Gasca”, San Sebastián Asistență: 1.350 Arbitri: Argyridis, Mouttas |
| 3 februarie 2019 12:00 | Karsten 8    | (13–12) | Holešová 6  | Polideportivo „José A. Gasca”, San Sebastián Asistență: 1.350 Arbitri: Argyridis, Mouttas |
| 3 februarie 2019 12:00 | 3× 2×        | Cronică | 7× 1×       | Polideportivo „José A. Gasca”, San Sebastián Asistență: 1.350 Arbitri: Argyridis, Mouttas |

| 3 februarie 2019 18:00 | Nykøbing Falster | 20 – 20 | SCM Craiova | Power Arena, Nykøbing Falster Asistență: 1.178 Arbitri: Vitaku, Vitaku |
| 3 februarie 2019 18:00 | Olsen 4          | (8–9)   | Tătar 5     | Power Arena, Nykøbing Falster Asistență: 1.178 Arbitri: Vitaku, Vitaku |
| 3 februarie 2019 18:00 | 4× 2×            | Cronică | 4× 2× 1×    | Power Arena, Nykøbing Falster Asistență: 1.178 Arbitri: Vitaku, Vitaku |

| 9 februarie 2019 17:30 | RK Podravka   | 25 – 28 | Nykøbing Falster   | Sportska dvorana „Fran Galović”, Koprivnica Asistență: 2.200 Arbitri: Mertinian, Syrepisios |
| 9 februarie 2019 17:30 | Cighirinova 7 | (11–14) | Housheer, Nolsøe 9 | Sportska dvorana „Fran Galović”, Koprivnica Asistență: 2.200 Arbitri: Mertinian, Syrepisios |
| 9 februarie 2019 17:30 | 6× 3× 1×      | Cronică | 4× 3×              | Sportska dvorana „Fran Galović”, Koprivnica Asistență: 2.200 Arbitri: Mertinian, Syrepisios |

| 10 februarie 2019 13:30 | SCM Craiova | 26 – 23 | BM Bera Bera | Sala Polivalentă, Craiova Asistență: 1.800 Arbitri: Pandžić, Šatordžija |
| 10 februarie 2019 13:30 | Vizitiu 7   | (13–11) | De Castro 10 | Sala Polivalentă, Craiova Asistență: 1.800 Arbitri: Pandžić, Šatordžija |
| 10 februarie 2019 13:30 | 5× 3×       | Cronică | 3×           | Sala Polivalentă, Craiova Asistență: 1.800 Arbitri: Pandžić, Šatordžija |